# 金星漢
金 星漢（きん せいかん/こん せいかん、김 성한/금 성한）または金 勢漢（きん せいかん/こん せいかん、김 세한/금 세한）は、新羅初期の王族で、異名は星漢王または太祖星漢王、勢漢王。文武王陵碑では、文武王の15代祖と興徳王の24代祖とされている。

## 概要
『三国史記』や『三国遺事』の記録では金閼智が慶州金氏の始祖とされているが、文武王陵碑や金仁問の墓碑文、真澈大師塔碑文、真空大師塔碑文、興徳王陵碑では、星漢が慶州金氏の始祖とされている。
1954年に山西省で見つかった大唐故金氏夫人墓銘や新羅文武王陵碑や新羅の各種金石文などでは、金星漢は金日磾の末裔と記録されており、韓国の学者には、積石木槨墳の副葬品と匈奴との類似性などを根拠に、新羅王家の匈奴渡来を指摘する意見がある。これについて、韓国の公共放送局KBSがドキュメンタリーを報道したこともある。